# Đại công quốc Posen
Đại công quốc Posen (tiếng Đức: Großherzogtum Posen; tiếng Ba Lan: Wielkie Księstwo Poznańskie; tiếng Anh: Grand Duchy of Posen) là một phần của Vương quốc Phổ, được tạo ra từ các vùng lãnh thổ bị Phổ sáp nhập sau khi Phân chia Ba Lan và chính thức được thành lập sau Chiến tranh Napoleon năm 1815. Theo các thỏa thuận tại Đại hội Viên, Đại Công quốc Pose đã có một số quyền tự trị. Tuy nhiên, trên thực tế nó thuộc quyền của Phổ và các quyền công bố cho các thần dân Ba Lan không được thực hiện đầy đủ. Cái tên Posen sau đó được sử dụng không chính thức để biểu thị lãnh thổ, đặc biệt là của người Ba Lan, và ngày nay được các nhà sử học hiện đại sử dụng để chỉ các thực thể chính trị khác nhau cho đến năm 1918. Thủ đô của nó là Posen (tiếng Ba Lan: Poznań).
Đại công quốc chính thức được thay thế bởi Tỉnh Posen trong hiến pháp của Vương quốc Phổ ngày 05 tháng 12 năm 1848.

## Bối cảnh
Ban đầu là một phần của Vương quốc Ba Lan, khu vực này phần lớn trùng khớp với Đại Ba Lan. Phần phía đông của lãnh thổ đã bị Vương quốc Phổ chiếm giữ trong thời kỳ phân chia Ba Lan; trong lần phân chia đầu tiên (1772), Phổ chỉ chiếm Quận Netze, phần dọc theo sông Noteć (tiếng Đức: Netze). Phổ đã bổ sung phần còn lại trong lần phân chia thứ hai vào năm 1793. Phổ đã mất quyền kiểm soát trong một thời gian ngắn trong Cuộc nổi dậy Kościuszko năm 1794.
Ban đầu nó được quản lý như tỉnh Nam Phổ. Người Ba Lan là đồng minh chính của Napoléon Bonaparte ở Trung Âu, tham gia Cuộc nổi dậy Đại Ba Lan năm 1806 và cung cấp quân đội cho các chiến dịch của ông. Sau thất bại của Phổ trước Hoàng đế Napoléon I của Pháp, Công quốc Warsaw được thành lập theo Hiệp ước Tilsit năm 1807.

## Giai đoạn 1815-1830
Theo quyết định của Đại hội Viên, sau khi Đế chế của Napoléon sụp đổ vào năm 1815, các phần lãnh thổ của Phổ bị chia cắt khỏi Ba Lan đã được chuyển giao cho Đế chế Nga. Từ phần còn lại, Đại công quốc Posen sẽ được thành lập, đó là một tỉnh tự trị trên danh nghĩa dưới sự cai trị của Vương tộc Hohenzollern với quyền "phát triển tự do dân tộc, văn hóa và ngôn ngữ Ba Lan", và nằm ngoài Bang Liên Đức. Ban đầu Đại công quốc bao gồm Chełmno và Toruń. Tuy nhiên, Phổ đã bỏ qua lời hứa này, tại Đại hội Viên. Vào thời điểm đó, thành phố Poznań là trung tâm hành chính và là trụ sở của Stadtholder "Thân vương Antoni Henryk Radziwiłł xứ Poznań". Trên thực tế, quyền hành chính trong khu vực được Phổ trao cho tỉnh trưởng Joseph Zerboni di Sposetti, một người Phổ gốc Đức.